# Sigurður Jónsson (politiker)
Sigurður Jónsson í Ystafelli (født i Litluströnd ved Mývatn 28. januar 1852, død 16. januar 1926 i Ystafelli) var en islandsk bonde og politiker, der var erhvervsminister 1917-1920, og repræsenterede Fremskridtspartiet. Til og med 30. november 1918 var han som minister i den islandske regering samtidig medlem af den danske regering som minister for Island. 
Sigurður var søn af Jón Árnason, bonde i Skútustaðir, og hans kone Þuríðar Helgadóttir. Han voksede op som plejebarn hos Guðbjörg Aradóttir i Ystafelli í Kaldakinn og overtog hendes gård i 1889. Sigurður var landmand i Ystafelli indtil 1917. Han var en af de vigtigste initiativtagere til andelsbevægelsen i Island, og Samband íslenskra samvinnufélaga blev oprettet på et møde i Ystafelli 20. februar 1902.
Sigurður blev valgt til Altinget i 1916 for Uafhængige bønder, og var medstifter af det forenede bondeparti Fremskridtspartiet 16. december 1916. Han blev året efter partiets første minister; som følge heraf opgav han landbruget og flyttede til Reykjavík. Han vendte imidlertid tilbage til sin gård i Ystafelli, da han gik på pension i 1920, og boede der indtil sin død seks år senere. 

## Familie
Han var gift med Kristbjörg Marteinsdóttir. Deres søn Jón Sigurðsson udgav i 1965 en biografi om sin far.